# Białobrzescy herbu Abdank
Białobrzescy – polski ród szlachecki herbu Abdank. Senator w rodzinie. 
Białobrzescy to ród szlachecki wywodzący się według legendy od posła króla Bolesława III Krzywoustego palatyna Skarbimira z rodu Awdańców. 
Ród rozrodzony na dwie gałęzie: mazowiecką i małopolską. 
Według danych na rok 1998 w Polsce żyje około 2 tys. osób noszących wyżej wymienione nazwisko. 
Zamieszkują oni głównie, nie biorąc pod uwagę okolic Warszawy i Wrocławia, tereny północno-wschodniej Polski. 
Szczyt świetności rodu przypada na okres panowania króla Jana III Sobieskiego, kiedy to Białobrzescy byli oficjalnymi delegatami sejmików ziemskich na sejm. W późniejszym okresie Białobrzescy należeli do grupy drobnych posiadaczy ziemskich, namiestników majątków ziemskich np. Tuszyna.
W wyniku powstań narodowych w XIX w. rodzina Białobrzeskich zamieszkująca ziemię sieradzką utraciła większą cześć swoich posiadłości. 
Do znakomitszych przedstawicieli rodziny Białobrzeskich zamieszkujących byłe województwo sieradzkie należał przede wszystkim Kazimierz Białobrzeski(-1924?r.) - zasłużony mieszkaniec miasta Wielunia i patronat nauki, twórca jednej z pierwszych w Polsce przedwojennych sieci telefonicznych.
Marcin Białobrzeski - biskup kamieniecki, senator I RP. 
Antoni Białobrzeski - administrator diecezji warszawskiej, protegowany Stanisława Kostki Henryka Lubicza Choromańskiego biskupa sejneńsko-augustowskiego, biskupa tytularnego Adrasus oraz arcybiskupa metropolity warszawskiego, prawdopodobnie z nim też spokrewniony.